# Ayuntamiento de Torrejón de Ardoz
El Ayuntamiento de Torrejón de Ardoz es la institución encargada de gobernar el municipio de Torrejón de Ardoz, situado en el noreste de la Comunidad de Madrid, España. Está presidido por el alcalde de Torrejón de Ardoz, que desde 1979 es elegido democráticamente por sufragio universal. Actualmente ocupa dicho cargo Alejandro Navarro Prieto, del Partido Popular. Esta administración está emplazada en la plaza Mayor, en el casco antiguo de la ciudad.

## Sede
El Ayuntamiento de Torrejón ha ocupado históricamente su actual ubicación con la excepción del Franquismo y principios de la Transición cuando ocupó una antigua casa en la calle del Cristo, junto a su actual ubicación. El edificio antiguo era más pequeño y se amplió el ala derecha siguiendo el estilo arquitectónico que ya tenía. Recientemente se ha reformado su fachada para asemejar su estilo al de la plaza Mayor y se han tapado los balcones superiores.

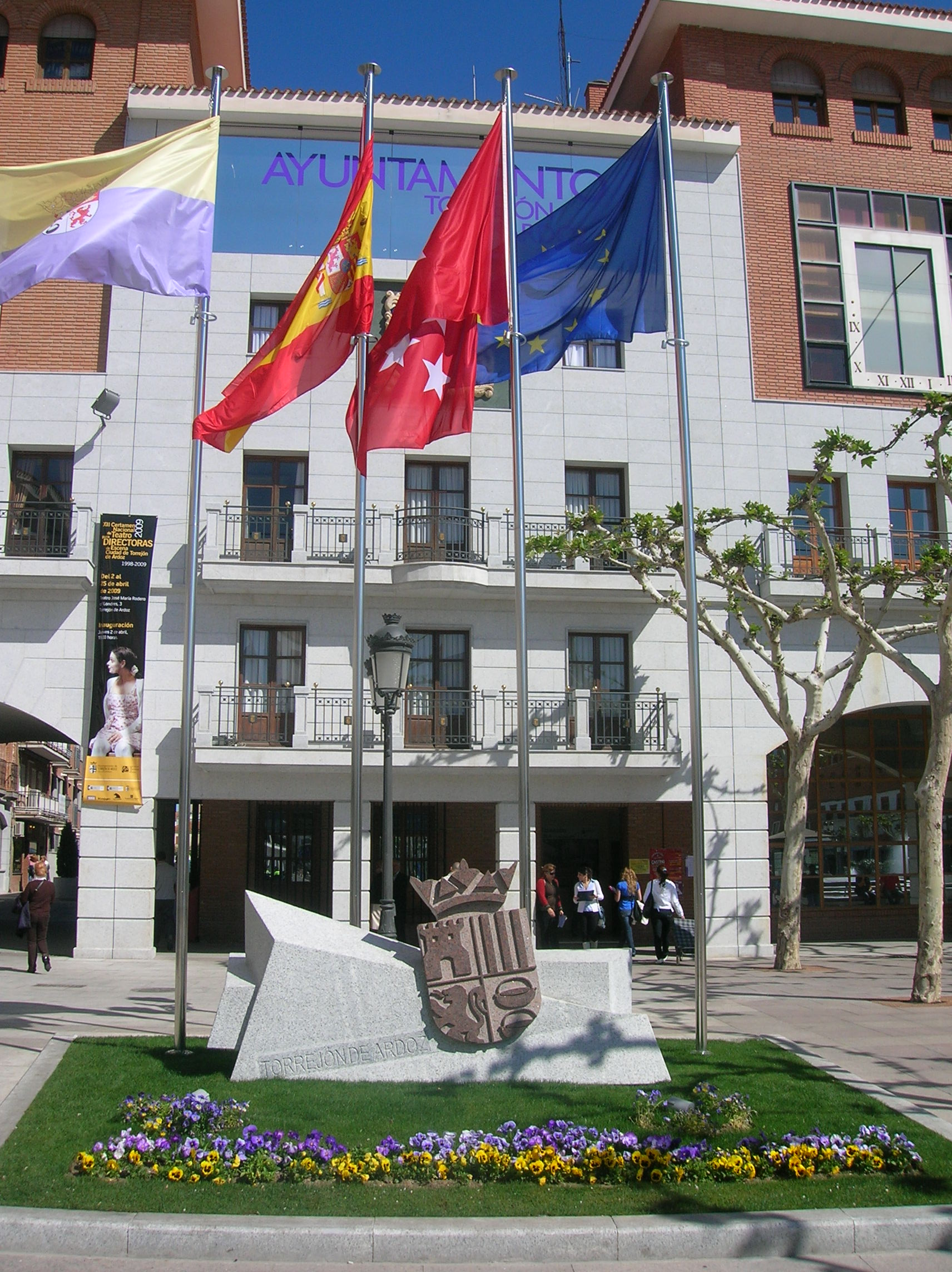
Fachada

## Alcaldes
| Periodo   | Nombre                                                          | Partido                                                       |
| --------- | --------------------------------------------------------------- | ------------------------------------------------------------- |
| 1979-1983 | Lope Chillón José de Cruz (desde 1982)                          | Partido Socialista Obrero Español (PSOE)                      |
| 1983-1987 | José de Cruz                                                    | Partido Socialista Obrero Español (PSOE)                      |
| 1987-1991 | José Pina                                                       | Partido Socialista Obrero Español (PSOE)                      |
| 1991-1995 | José Pina                                                       | Partido Socialista Obrero Español (PSOE)                      |
| 1995-1999 | Julián López Francisco García Lorca (desde 1997)                | Partido Popular (PP) Partido Socialista Obrero Español (PSOE) |
| 1999-2003 | Trinidad Rollán Sierra                                          | Partido Socialista Obrero Español (PSOE)                      |
| 2003-2007 | Trinidad Rollán Sierra                                          | Partido Socialista Obrero Español (PSOE)                      |
| 2007-2011 | Pedro Rollán Ojeda                                              | Partido Popular (PP)                                          |
| 2011-2015 | Pedro Rollán Ojeda                                              | Partido Popular (PP)                                          |
| 2015-2019 | Pedro Rollán Ojeda Ignacio Vázquez Casavilla (desde 2015)       | Partido Popular (PP)                                          |
| 2019-2023 | Ignacio Vázquez Casavilla                                       | Partido Popular (PP)                                          |
| 2023-act. | Ignacio Vázquez Casavilla Alejandro Navarro Prieto (desde 2023) | Partido Popular (PP)                                          |

## Órganos de gobierno
El pleno municipal se encuentra en la planta alta. Desde las elecciones de 2023, está formado por 27 concejales y dos delegados municipales además del moderador. Los 27 concejales se distribuyen en 21 del Partido Popular, 5 de PSOE y 1 de Más Madrid. 
En la anterior legislatura estaba constituido por 19 concejales del Partido Popular, 6 del Partido Socialista Obrero Español y 2 de Podemos. 
| Nombre | Nombre                                   | Portavoz                                                     | Concejales |
| ------ | ---------------------------------------- | ------------------------------------------------------------ | ---------- |
|        | Partido Popular (PP)                     | Alejandro Navarro Prieto (alcalde) Valeriano Díaz (portavoz) | 21         |
|        | Partido Socialista Obrero Español (PSOE) | Javier Castillo Soria                                        | 5          |
|        | Más Madrid                               | Ruth Grass                                                   | 1          |

## División administrativa
La ciudad de Torrejón de Ardoz está dividida en cuatro distritos por la Ley de Grandes Ciudades, aprobada desde 2008. Sin embargo, todavía estos no se han desarrollado con sus correspondientes Juntas de Distrito si bien sí aparecen reflejados en el censo electoral, entre otros aspectos administrativos. Hay que tener en cuenta que cualquiera de los distritos puede tener más población que muchos municipios de la zona. 
Actualmente los distritos de la ciudad son los siguientes:
1. Distrito 1: delimitado por el norte por los municipios de Ajalvir y Daganzo de Arriba, por el este con Alcalá de Henares, por el sur con el Distrito 2 y por el oeste con el Distrito 4.
2. Distrito 2: delimitado por el norte por el Distrito 1, por el este Alcalá de Henares, por el sur San Fernando de Henares y por el oeste el Distrito 3.
3. Distrito 3: delimitado por el norte por el Distrito 4, por el este el Distrito 3 y por el sur y oeste por San Fernando de Henares.
4. Distrito 4: delimitado por el norte por el municipio de Paracuellos de Jarama, por el este el Distrito 1, por el sur el Distrito 3 y por el oeste San Fernando de Henares.

## Pleno
| Partido político | Partido político                                                     | 2023   | 2019   | 2015   | 2011   | 2007   | 2003   | 1999   | 1995   | 1991   | 1987   | 1983   | 1979   |
| Partido político | Partido político                                                     | Ediles | Ediles | Ediles | Ediles | Ediles | Ediles | Ediles | Ediles | Ediles | Ediles | Ediles | Ediles |
|                  | Partido Popular (PP)-Alianza Popular (AP)                            | 21     | 19     | 14     | 21     | 14     | 9      | 7      | 11     | 8      | 4      | 5      | —      |
|                  | Partido Socialista Obrero Español (PSOE)                             | 5      | 6      | 4      | 4      | 12     | 12     | 10     | 7      | 9      | 11     | 17     | 12     |
|                  | Más Madrid                                                           | 1      | 0      | —      | —      | —      | —      | —      | —      | —      | —      | —      | —      |
|                  | Podemos-Sí Se Puede!                                                 | 0      | 2      | 5      | —      | —      | —      | —      | —      | —      | —      | —      | —      |
|                  | Vox                                                                  | 0      | 0      | —      | —      | —      | —      | —      | —      | —      | —      | —      | —      |
|                  | Ciudadanos (CS)                                                      | 0      | 0      | 2      | —      | —      | —      | —      | —      | —      | —      | —      | —      |
|                  | Izquierda Unida-Los Verdes (IU-LV)-Partido Comunista de España (PCE) | Pod.   | 0      | 2      | 2      | 1      | 2      | 2      | 6      | 5      | 4      | 3      | 7      |
|                  | Partido Demócrata Español (PADE)                                     | —      | —      | —      | —      | 0      | 2      | 4      | —      | —      | —      | —      | —      |
|                  | Unidad Ciudadana (UC)                                                | —      | —      | —      | —      | —      | 2      | 2      | 1      | —      | —      | —      | —      |
|                  | Centro Democrático y Social (CDS)-Unión de Centro Democrático (UCD)  | —      | —      | —      | —      | —      | 0      | UC     | 0      | 0      | 5      | 0      | 4      |
|                  | Grupo Independiente de Torrejón (GIT)                                | —      | —      | —      | —      | —      | —      | —      | 0      | 3      | —      | —      | —      |
|                  | Partido de los Trabajadores de España-Unidad Comunista (PTE-UC)      | —      | —      | —      | —      | —      | —      | —      | —      | —      | 1      | —      | —      |
|                  | Candidatura Independiente                                            | —      | —      | —      | —      | —      | —      | —      | —      | —      | —      | —      | 2      |

## Resultados electorales
| Partido político                         | 2023        | 2023        | 2023        | 2019  | 2019   | 2019       | 2015  | 2015   | 2015       | 2011  | 2011   | 2011       | 2007  | 2007   | 2007       |
| Partido político                         | %           | Votos       | Concejales  | %     | Votos  | Concejales | %     | Votos  | Concejales | %     | Votos  | Concejales | %     | Votos  | Concejales |
| Partido Popular (PP)                     | 66,70       | 42301       | 21          | 57,54 | 34 541 | 19         | 48,85 | 28 067 | 14         | 68,53 | 36 917 | 21         | 43,27 | 21 157 | 14         |
| Partido Socialista Obrero Español (PSOE) | 16,71       | 10 601      | 5           | 20,30 | 12 188 | 6          | 15,02 | 8632   | 4          | 15,39 | 8291   | 4          | 29,27 | 19 199 | 12         |
| Más Madrid                               | 6,21        | 3943        | 1           | 2,68  | 1614   | 0          | —     | —      | —          | —     | —      | —          | —     | —      | —          |
| Podemos-Sí Se Puede!                     | 4,54        | 2884        | 0           | 14,87 | 6746   | 2          | 16,30 | 9368   | 5          | —     | —      | —          | —     | —      | —          |
| Ciudadanos (CS)                          | 0,47        | 287         | 0           | 4,58  | 2752   | 0          | 7,24  | 4160   | 2          | —     | —      | —          | —     | —      | —          |
| Izquierda Unida-Los Verdes (IU-LV)       | Con Podemos | Con Podemos | Con Podemos | 14,25 | 2550   | 0          | 7,01  | 4027   | 2          | 9,27  | 4994   | 2          | 6,05  | 2959   | 1          |

## Evolución de la deuda viva municipal
El concepto de deuda viva contempla sólo las deudas con cajas y bancos relativas a créditos financieros, valores de renta fija y préstamos o créditos transferidos a terceros, excluyéndose, por tanto, la deuda comercial.
| Gráfica de evolución de la deuda viva del Ayuntamiento entre 2008 y 2023                                    |
| |
| Deuda viva del Ayuntamiento de Torrejón de Ardoz, en miles de euros, según datos del Ministerio de Hacienda |